# ブランデンブルク門

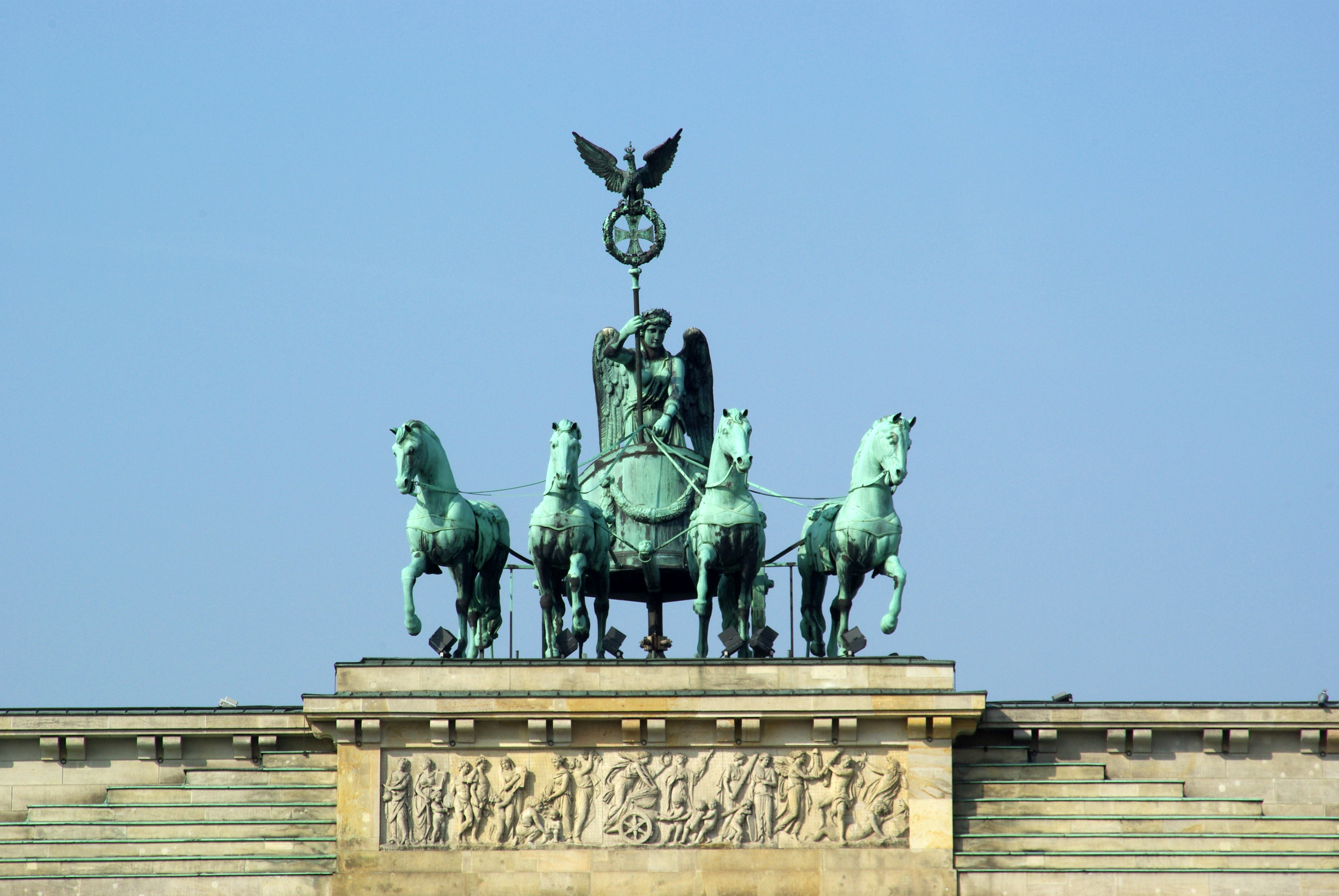
クアドリガ（四頭馬車）と女神ヴィクトリア

ブランデンブルク門（ブランデンブルクもん、独: Brandenburger Tor）は、ドイツ・ベルリンのシンボルとされている門である。正面部はパリ広場の西側に面しており、ミッテ区に属している。高さは26m、幅は65.5m、奥行きは11mの、砂岩でできた古典主義様式の門である。

## ブランデンブルク門の歴史

### ベルリン関税障壁と門の建設

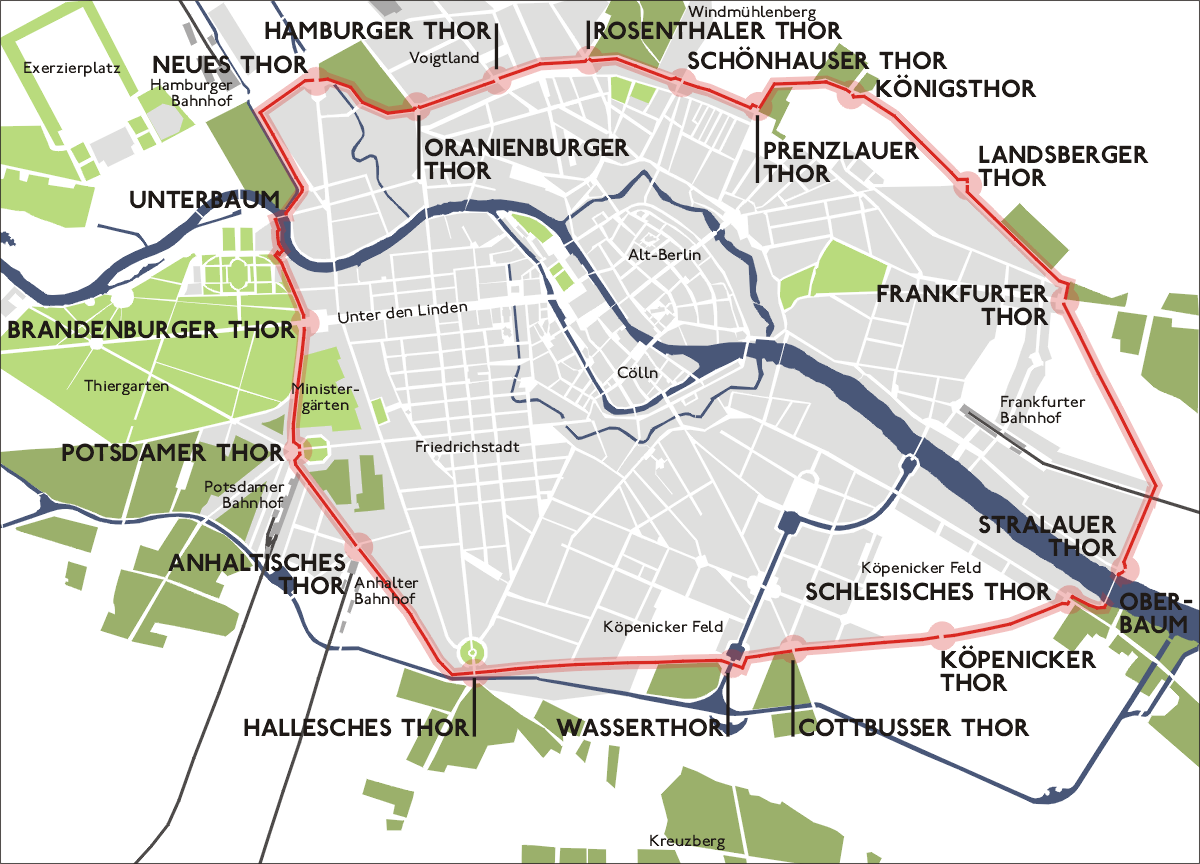
ベルリン税関壁（赤色）。星形要塞のまわりに建設された計画的な新市街をも取り囲むよう設置された

ベルリンはかつて星型要塞に囲まれた城郭都市だったが、市街地の要塞外への拡大と要塞の軍事的価値の減少に伴い、1734年にプロイセン王フリードリヒ・ヴィルヘルム1世は要塞の廃止を命じた。その代わりに市街地全体を大きく取り囲むようにベルリン税関壁が設けられた。
ベルリンから各地に向かう街道と壁が交差するところには、14か所（のちに18か所に増える）の関税門が設けられ、ベルリンを出入りする物資に関税を課していた。ブランデンブルク門も関税門のひとつであった。関税門の名前は、「ハンブルク門」「シレジア門」「ポツダム門」「アンハルト門」など、街道の先にある都市や地方の名前から取られており、ブランデンブルク門の場合はホーエンツォレルン家（ブランデンブルク辺境伯から、プロイセンの地を得てプロイセン王国の王、ドイツ帝国の皇帝となった）がベルリンに遷都するまで、ブランデンブルク辺境伯国の首都だったブランデンブルクに通ずる道を扼する役割を担っていたことから名づけられた。1868年からの税関壁の取り壊しとともに門も多くが姿を消していく中、ブランデンブルク門は残された。現在、城壁や都城の門は跡形もなくなったが、ベルリンには『～Tor（門）』という地名はそこかしこに残されており、門の外側に作られたかつての鉄道ターミナル駅の名前にも反映している。

### ブランデンブルク門の完成とナポレオンの占領
ブランデンブルク門から東に向かうとウンター・デン・リンデンを経て王宮へとつながっており、プロイセン王族が、ベルリン市外に出てポツダムやティーアガルテンに向かう時には必ずこの門を通過する、ベルリンの正門と言っても過言ではない位置付けだった。ブランデンブルク門はフリードリヒ・ヴィルヘルム2世の命により建築家カール・ゴットハルト・ラングハンスによって古代ギリシャ風に設計され、1788年から3年間の建設工事を経て1791年8月6日に竣工している。これといった竣工式も行なわれないまま門は開通、供用に付されたという。門はアテネのアクロポリスの入り口にあったプロピュライアの門を模しており、当時ドーリア式円柱だけが残っていたプロピュライアの創建時の姿を想像してそのままベルリンに再現した（実際は三角形の破風がプロピュライアの上にはあったと思われるが、ラングハンスは水平の屋階（アティック）を載せている）。「建築史的にはそれは、ベルリン新古典主義の幕明けを告げる傑作」となった。さらに門の上には、彫刻家ヨハン・ゴットフリート・シャドウ(Johann Gottfried Schadow)が制作した四頭立ての馬車（クアドリガ）に乗った勝利の女神ヴィクトリアの像が乗せられた。

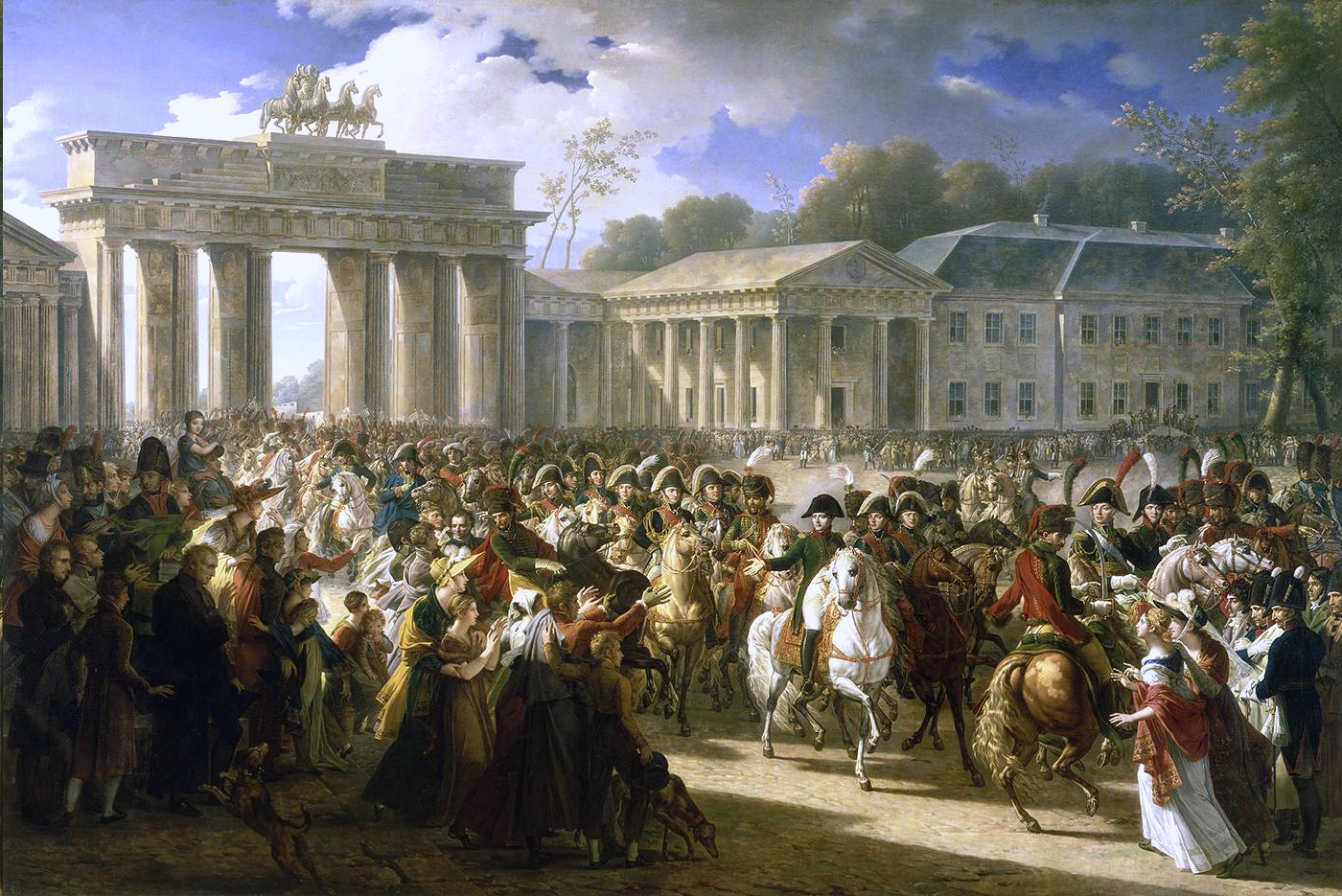
ナポレオンとブランデンブルク門

もとは平和の勝利を記念する「平和門」としての位置づけであったが、完成直後にナポレオン・ボナパルトによりベルリンは征服されブランデンブルク門はナポレオンのパレードの舞台と化し、ヴィクトリア像はフランスへ戦利品として持ち去られた。その後のナポレオン戦争によりプロイセン軍がパリを占領すると、ヴィクトリア像は再度ベルリンに持ち帰られ門の上に戻された。門は戦勝と凱旋のシンボルとなり、門のあるカレ広場（四角形広場の意）はパリ広場に改名され、ヴィクトリアの持つ杖には勝利を記念して鉄十字紋章が取り付けられた。門の前は列強の大使館やホテル・アドロンなどの壮麗な建築群が並ぶベルリンの中心地のひとつとなった。

### 第二次大戦後

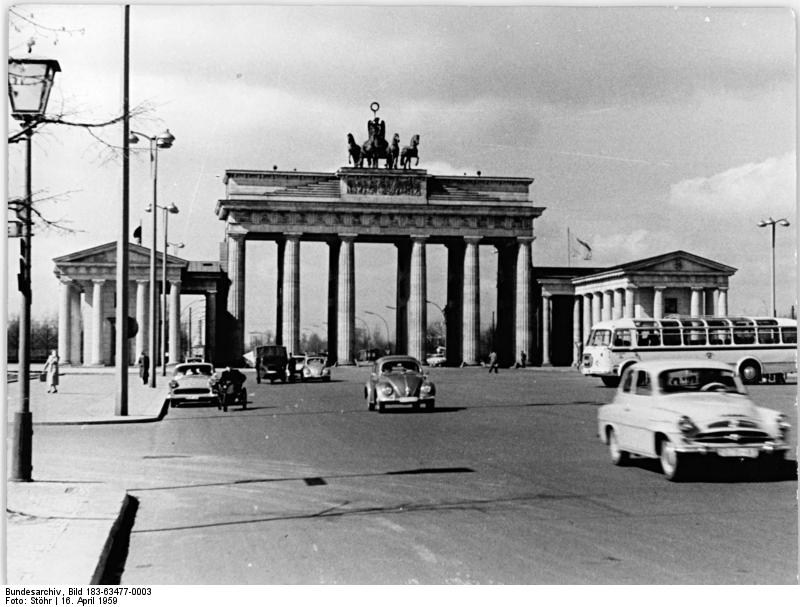
ベルリンの壁建設前のブランデンブルク門（1959年）

ブランデンブルク門はベルリン市街戦で損傷し廃墟となった。第二次世界大戦後は東ベルリンと西ベルリンとの境界線が門のすぐ西側に引かれ、門は東ベルリン側になった。門は1957年に東ベルリンにより修復されたものの、ヴィクトリアの持つ杖の先は、社会主義国らしくなるよう平和の象徴であるオリーブの枝に変えられた。それでも門を通っての東西ベルリンの往来は活発だったものの、1961年8月13日に東ドイツが国民流出を防ぐため西ベルリンとの境界線を封鎖し、後に「ベルリンの壁」と呼ばれる壁を建設すると、門の前を壁(境界線)が通る形となったため、門は東ベルリン西端の行き止まりとなり通行できなくなった。門の前にあった廃墟はすべて撤去されて何一つ建物のない無人地帯となった。
1989年にベルリンの壁が崩壊し、再び門の下を通行できるようになった。ヴィクトリアの持つ杖の先は再び鉄十字に戻り、門は2000年12月から巨額の資金をかけて清掃と改修工事が行われた。周囲では1990年代から2000年代にかけてホテルや大使館などの再建が進み、門はベルリンを代表する観光地となっている。また、ドイツ東西の分離と統合のシンボルとしてドイツのユーロ硬貨（10・20・50セント）の裏面に彫られている。
2023年9月17日、気候変動の抑制を訴える環境保護団体ラスト・ジェネレーションのメンバーが抗議行動の一環で、門のうち6本にオレンジ色の塗料を吹き付ける事件が発生した。

## ギャラリー

パリ広場と門の風景
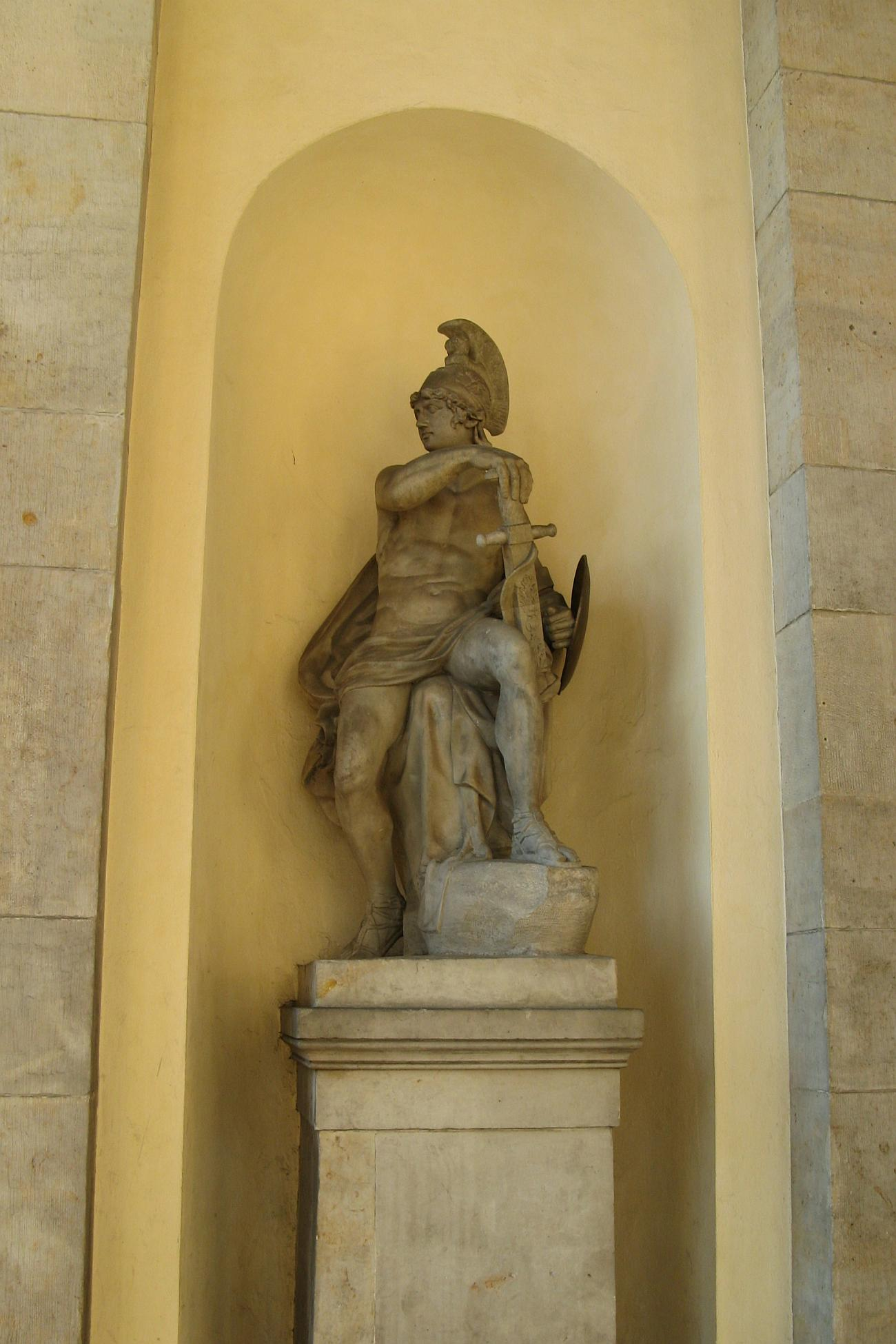
門の内側の神マルス像
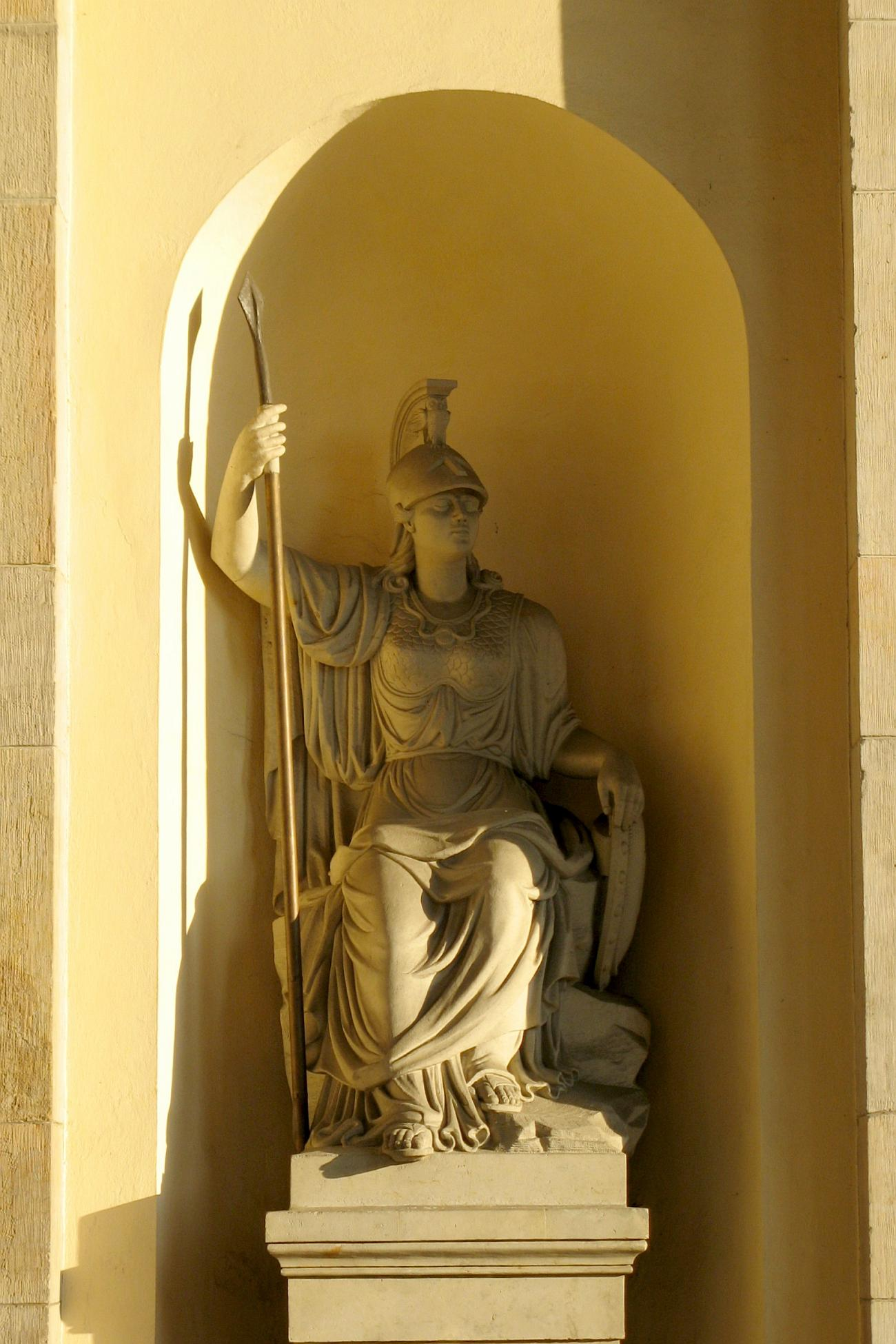
門の内側の女神ミネルウァ像
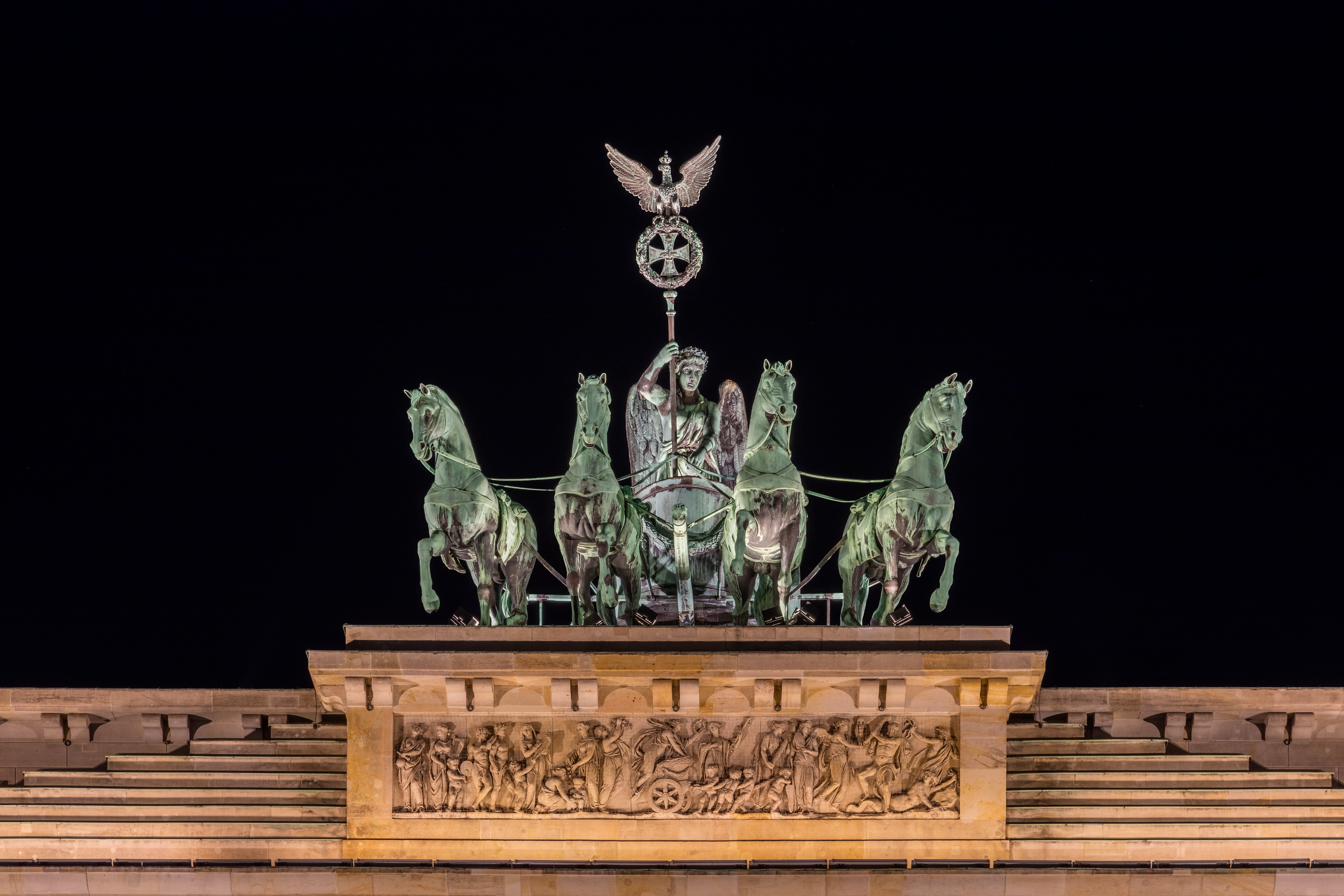
門の上のクアドリガ
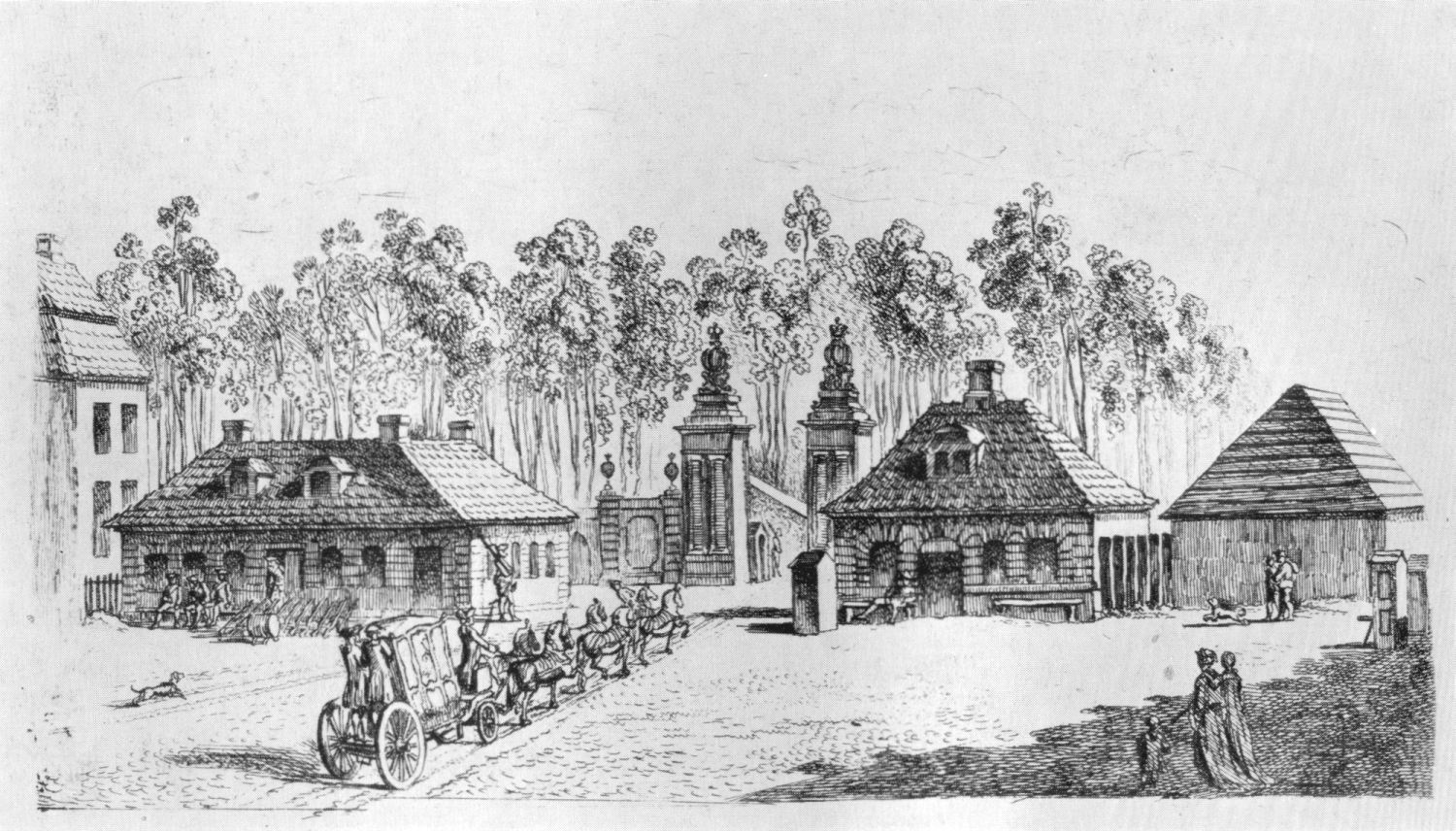
1764年の古いブランデンブルク門
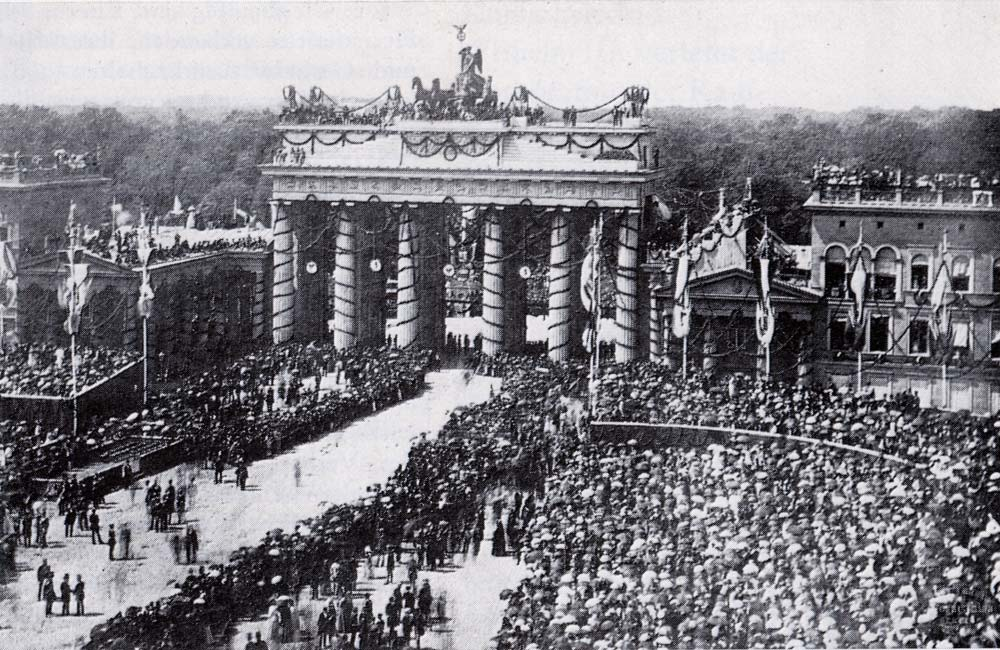
1871年、普仏戦争後のパレード
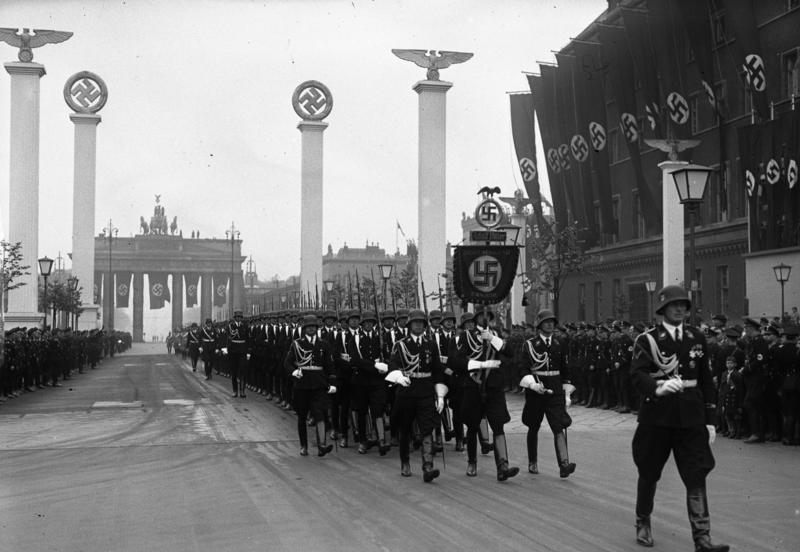
ヒトラー50歳の誕生日を祝ってパレードを行うナチス親衛隊
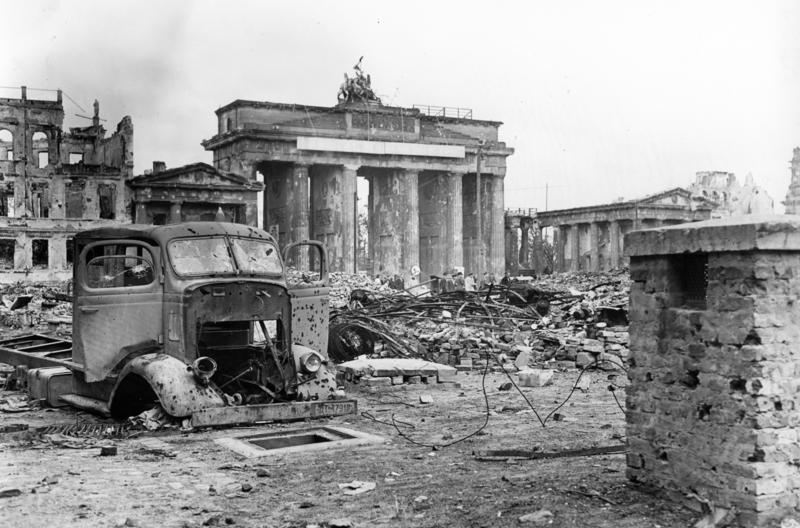
市街戦後の1945年6月。廃墟となったパリ広場と門
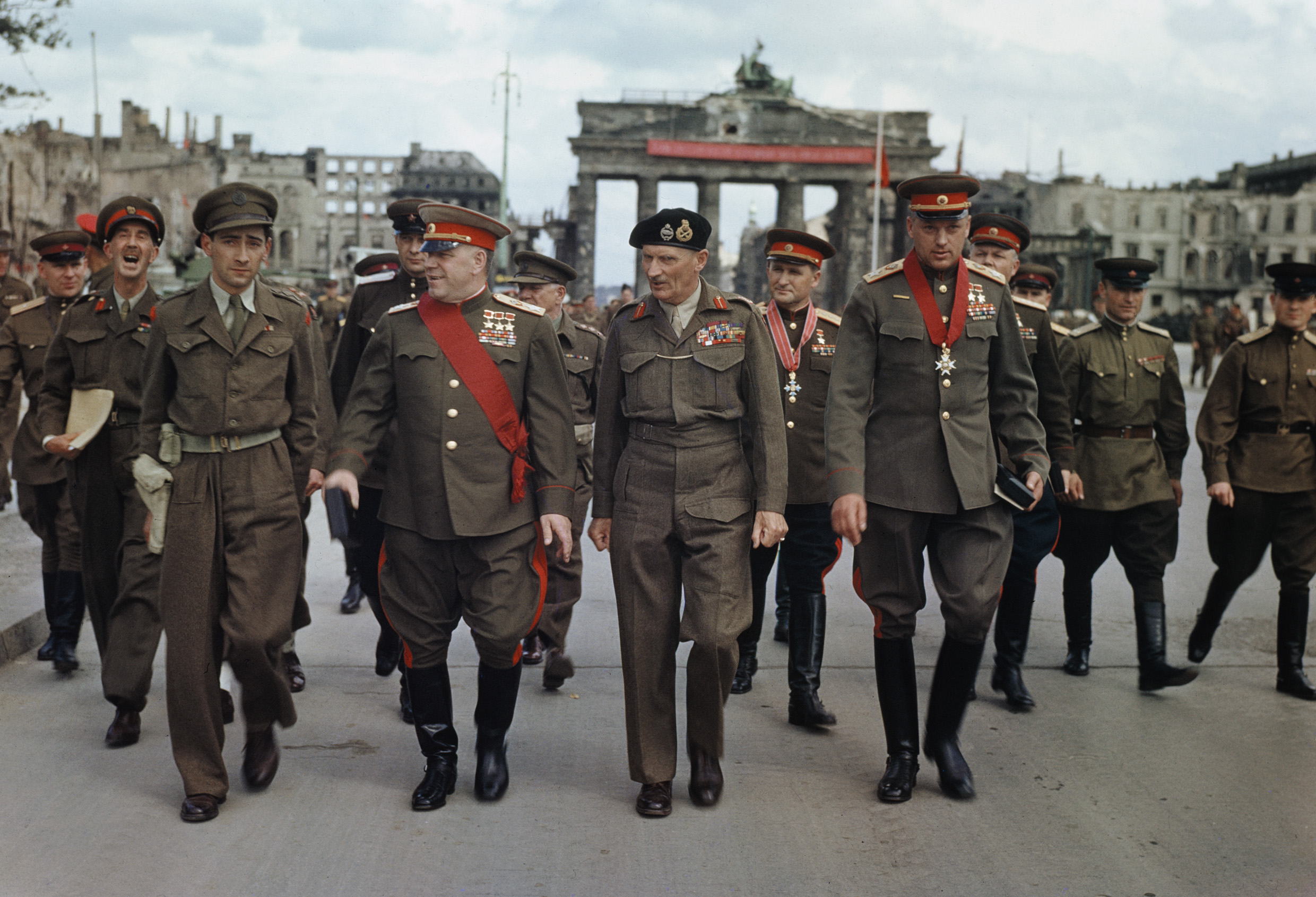
1945年7月、式典後に門の前を歩く連合国軍の将軍たち。イギリス軍のバーナード・モントゴメリー元帥が、赤軍のゲオルギー・ジューコフ元帥、コンスタンチン・ロコソフスキー元帥、ワシーリー・ソコロフスキーらと歩く
1945年7月、門の廃墟の前で給食を受けるイギリス軍
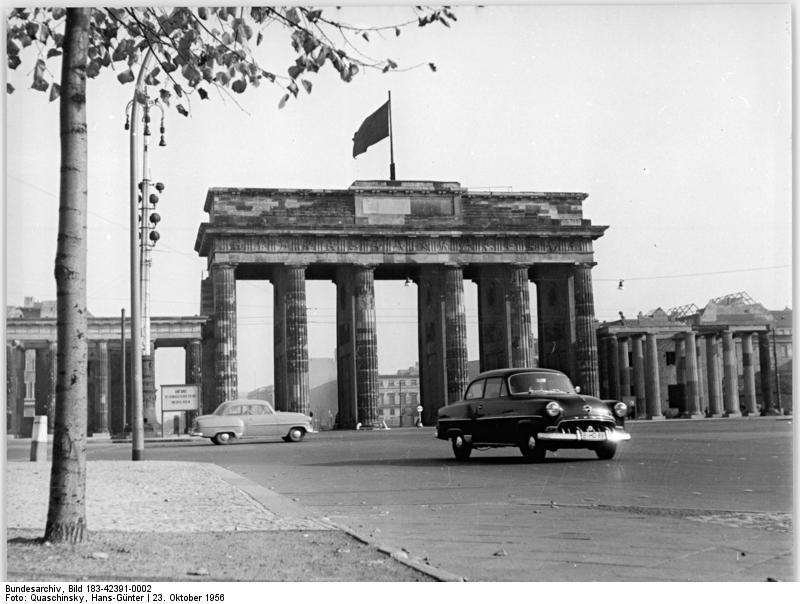
廃墟となったまま赤旗が建てられていたブランデンブルク門（1956年）
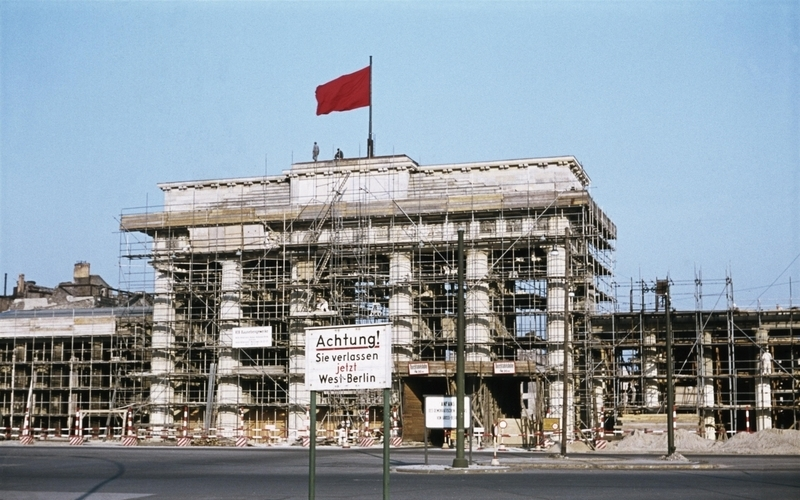
再建中の門（1957年）。看板の手前は西ベルリン
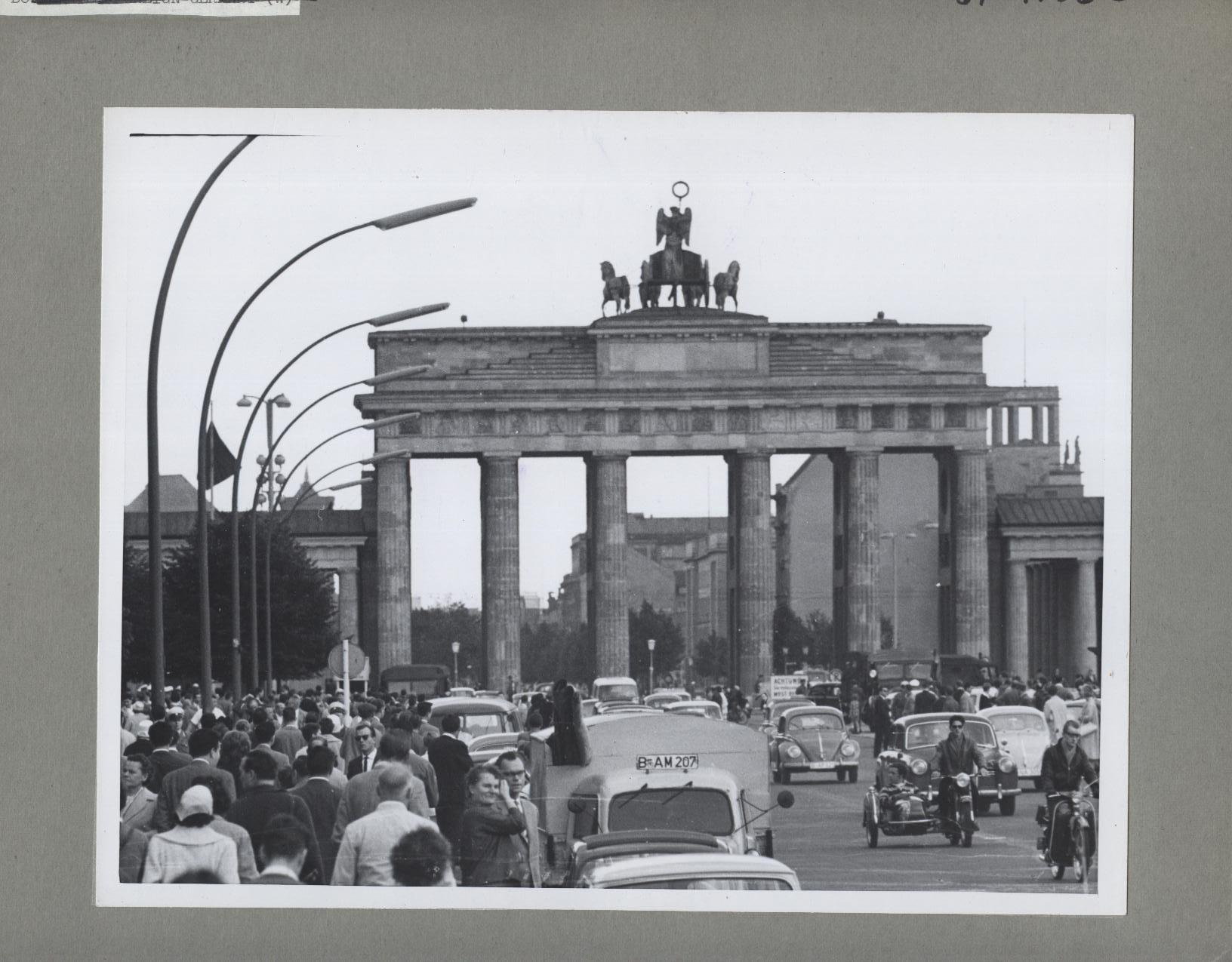
1961年8月14日、東西ベルリン境界で始まった鉄条網設置を見物に集まった西ベルリン市民
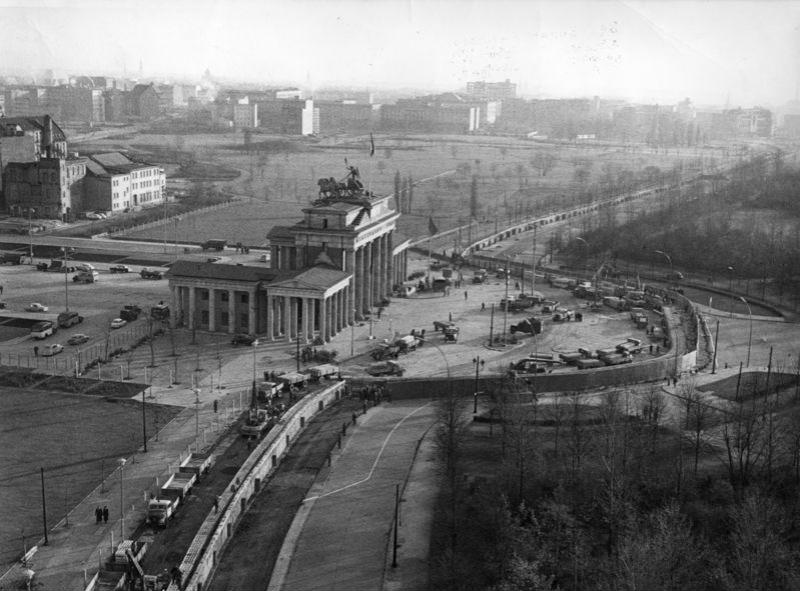
ベルリンの壁建設（1961年秋）
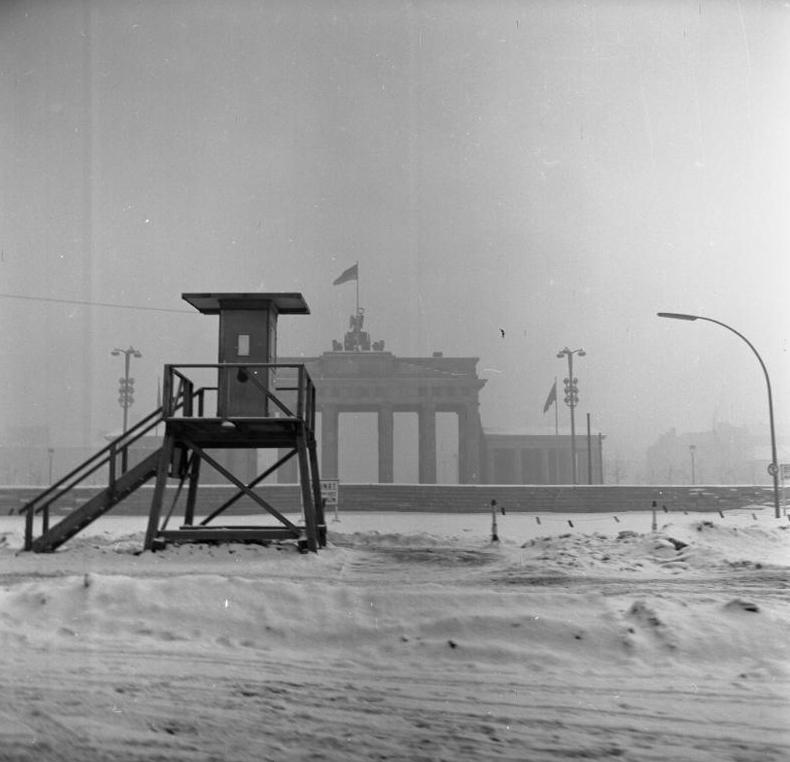
西ベルリンから見た壁の向こうのブランデンブルク門（1963年）
1984年の東ベルリンで、立入禁止の柵の手前から門を見る観光客
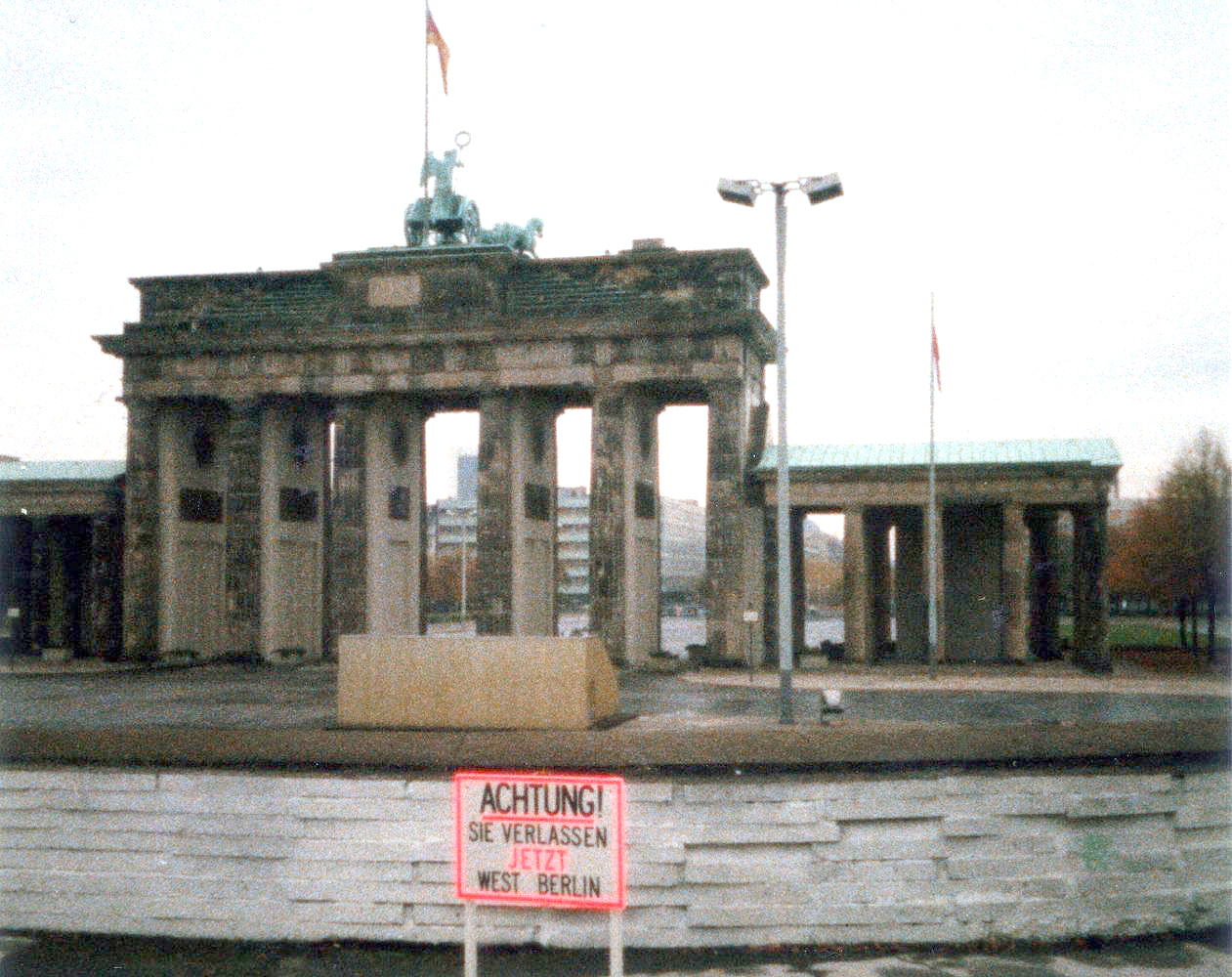
1987年、西ベルリン側から見た門。壁のため近寄れない
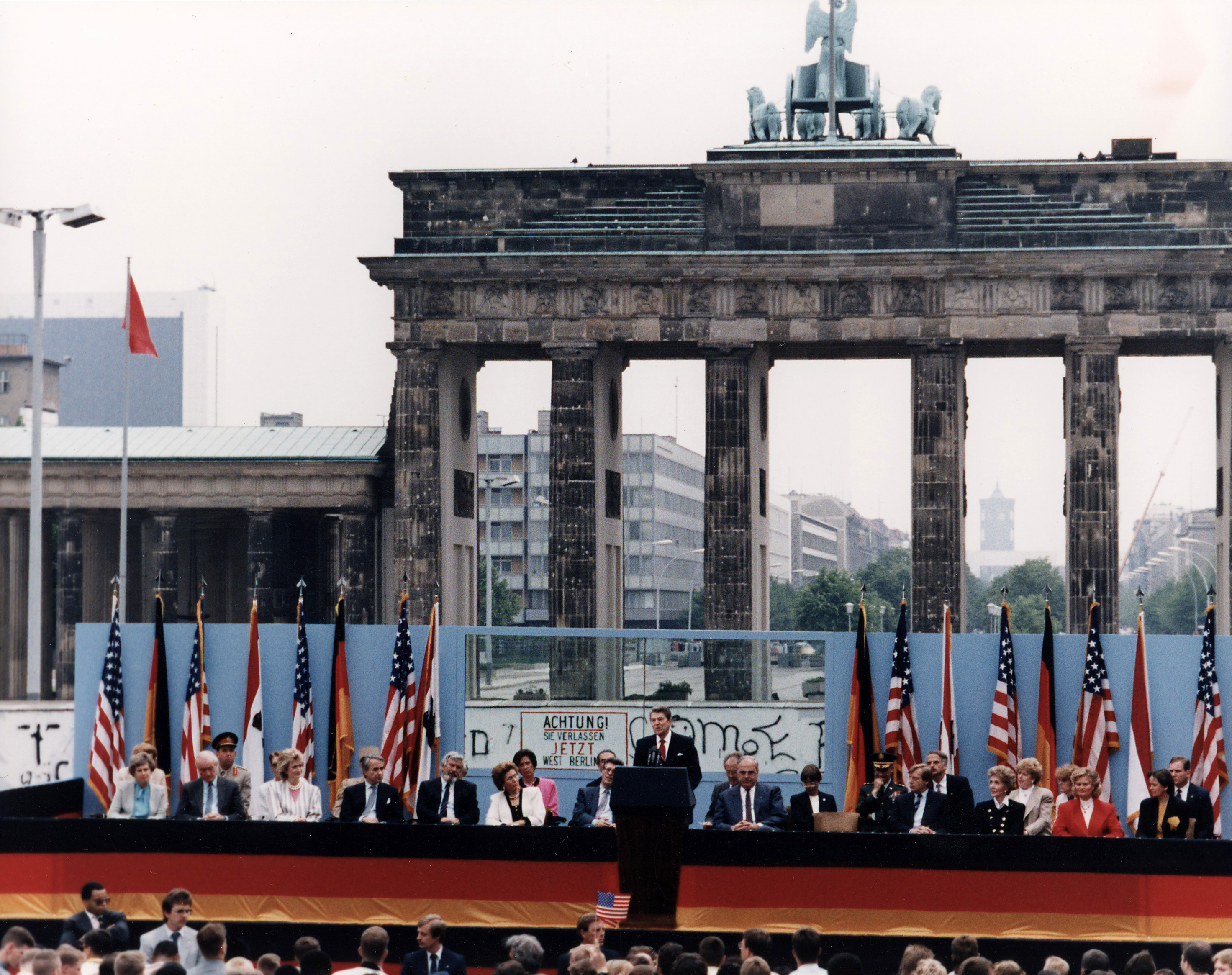
1987年6月、ベルリンの壁とブランデンブルク門と東ベルリンを背景に演説する、アメリカ大統領ロナルド・レーガン
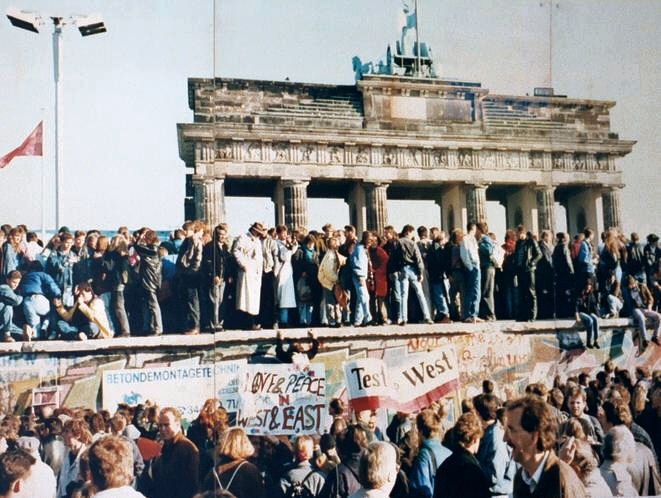
1989年11月9日、ベルリンの壁崩壊直後に門の前の壁に上った人々
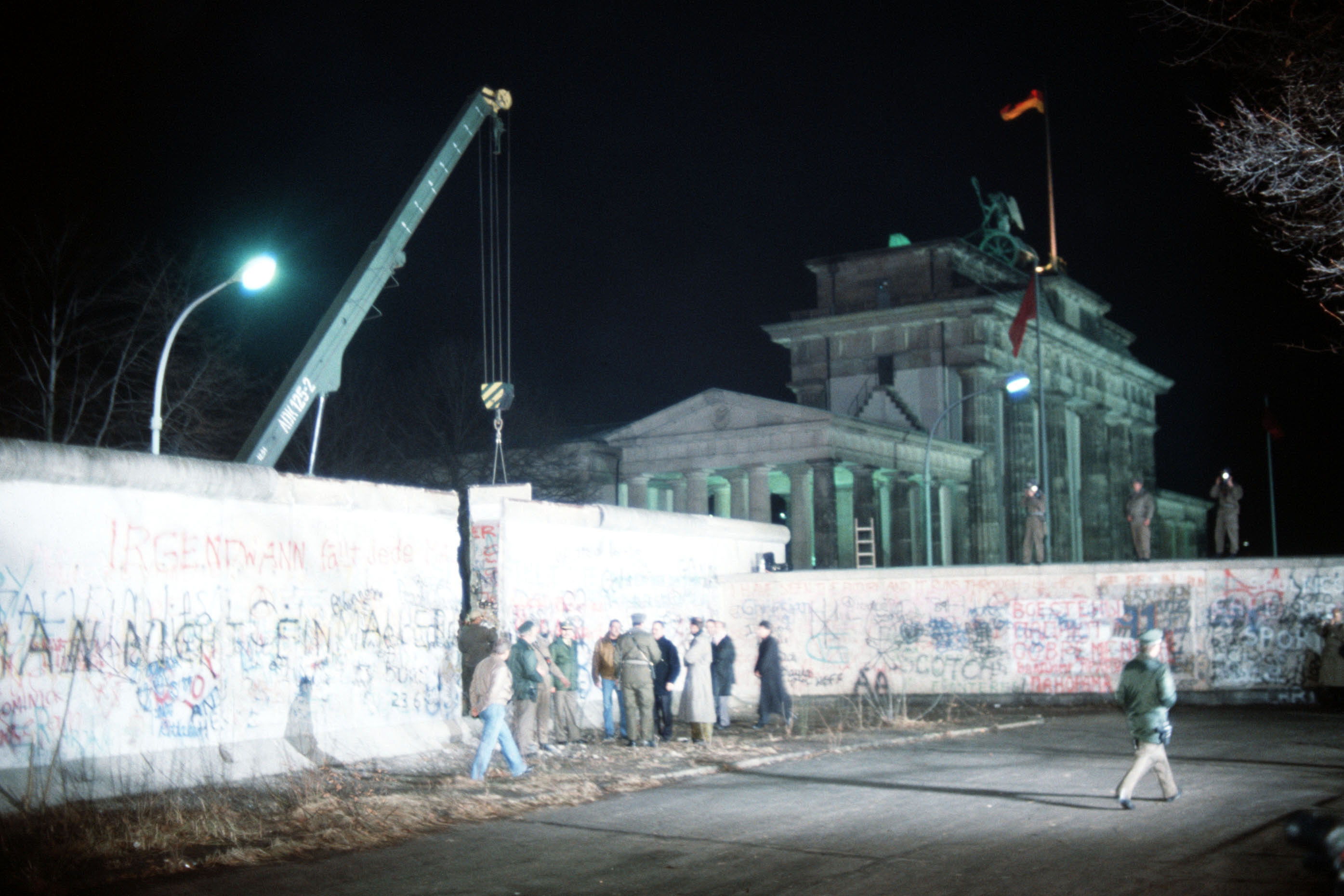
ベルリンの壁崩壊後の1989年12月21日　門の前の壁は撤去された
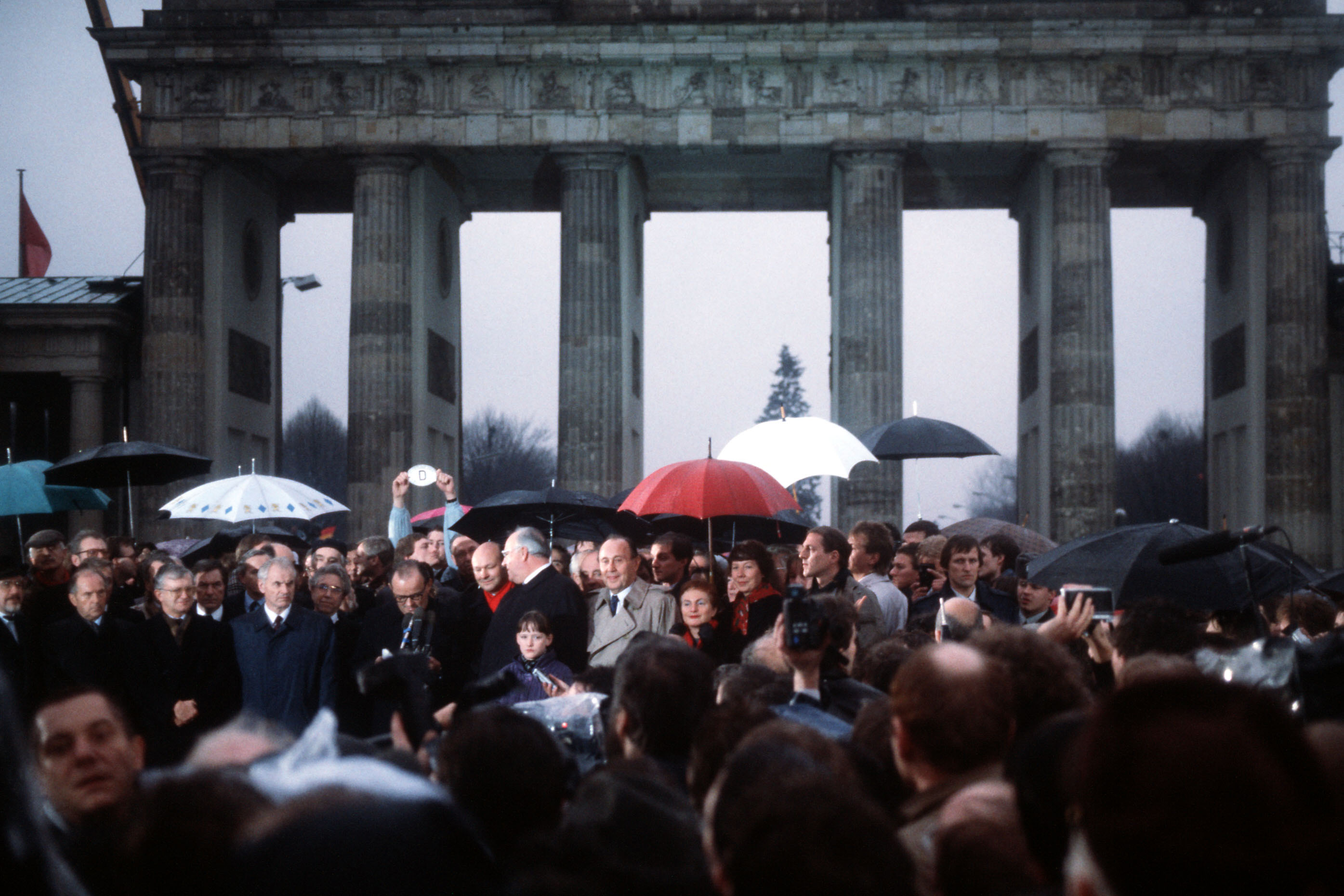
1989年12月22日　ブランデンブルク門開放記念式典の東西ドイツ首脳
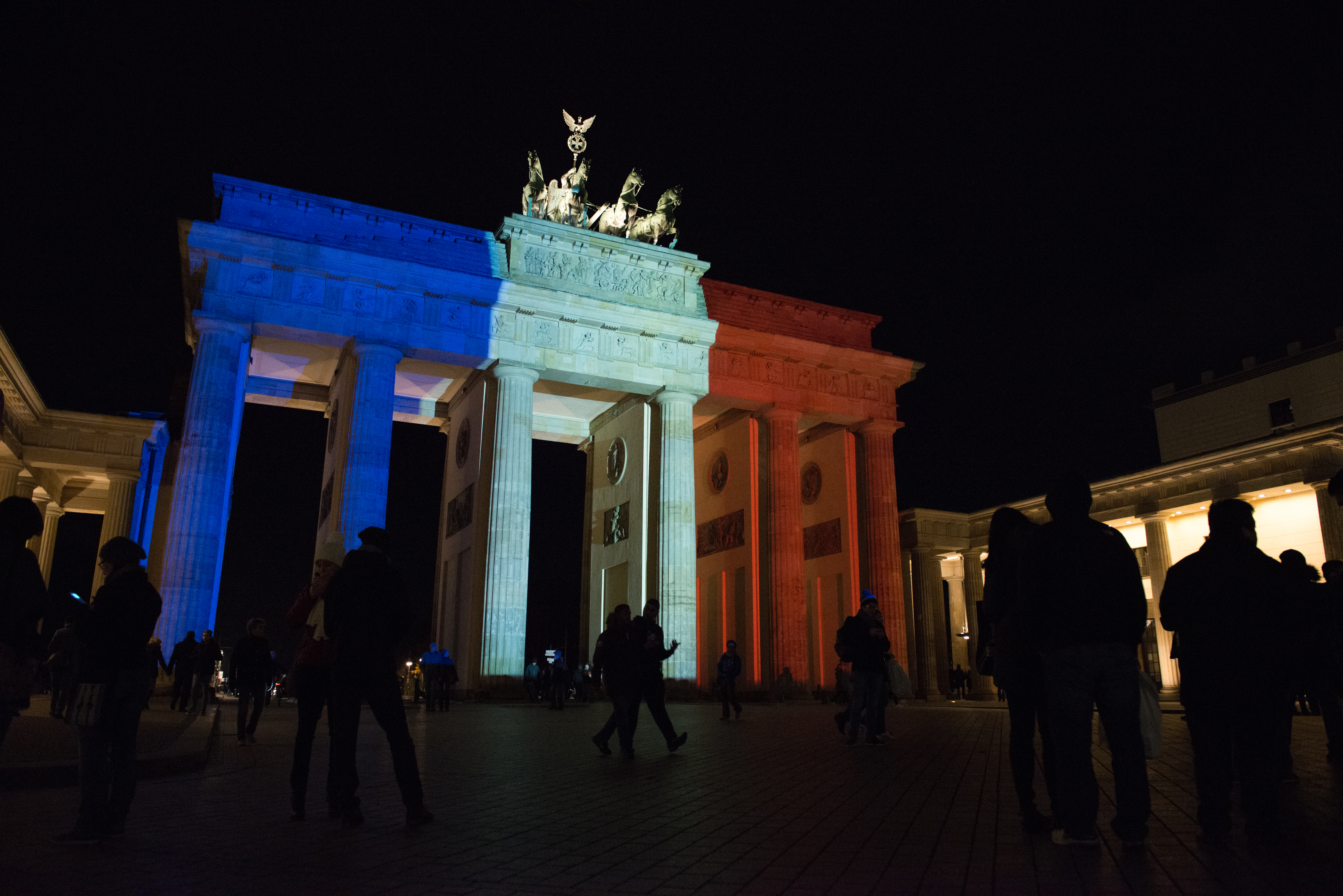
2015年11月のパリ同時多発テロ事件後、哀悼の意を込めてフランス国旗色に夜間ライトアップがなされた
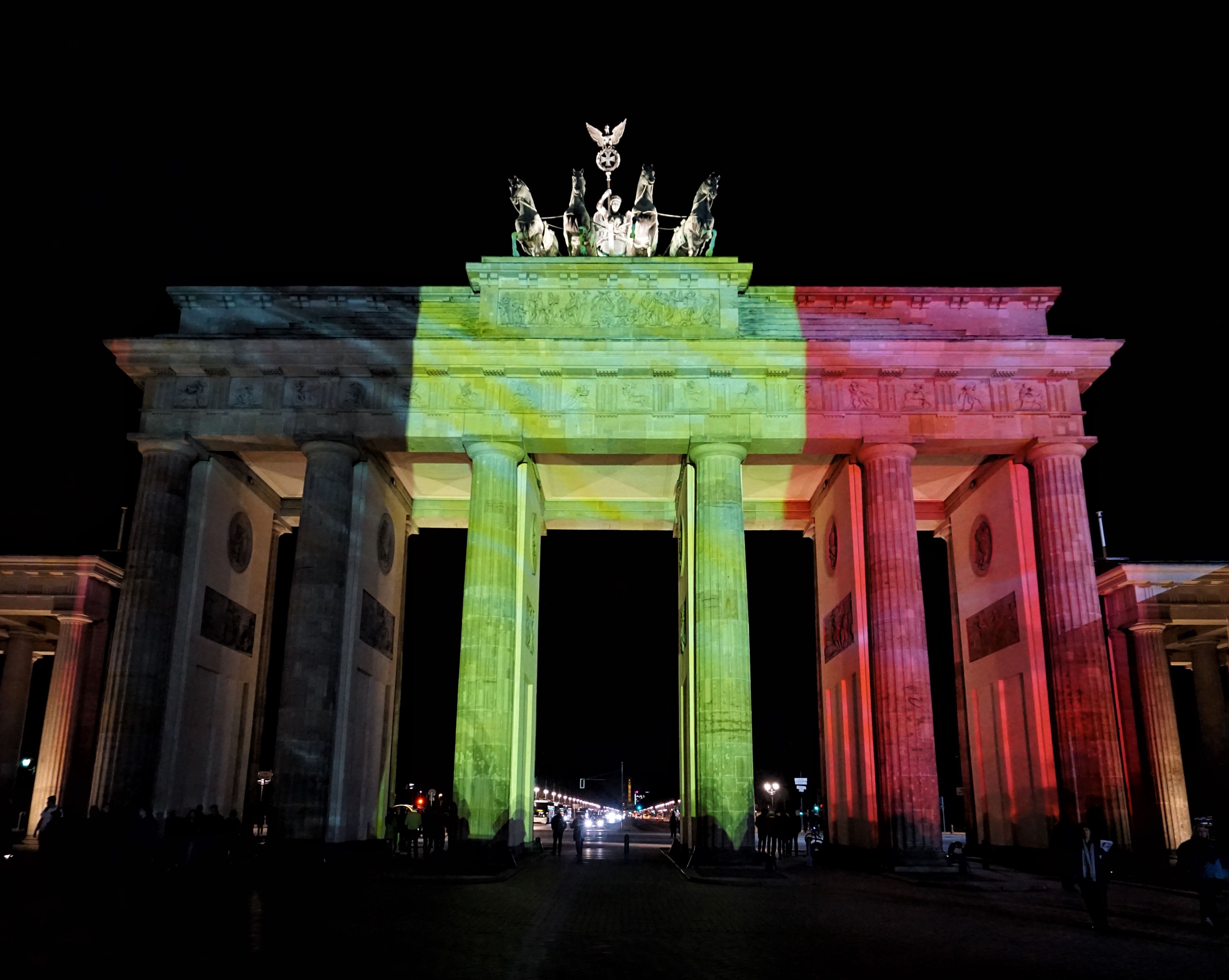
2016年3月のベルギー爆破テロ事件後も同じく哀悼の意を表する国旗のライトアップが行われた

## 同名のブランデンブルク門
ブランデンブルク州の州都ポツダム、メクレンブルク＝フォアポンメルン州の小都市アルテントレプトウにも、それぞれ同名のブランデンブルク門が存在する。ポツダムのブランデンブルク門は七年戦争の戦勝記念碑として1771年に落成した。一方、アルテントレプトウのブランデンブルク門は15世紀頃に建てられ、当時の城塞都市の一部であった。